# Castro (Castellón)
El Asentamiento de Castro, en el municipio de Sueras, comarca de la Plana Baja, (Castellón) es un antiguo y despoblado asentamiento de montaña localizado en la Sierra de Espadán, catalogado, de manera genérica, como Bien de Interés Cultural, según consta en el listado de la Subdirección General de Patrimonio Cultural y Museos de la Consejería de Educación, Cultura y Deporte de la Generalidad Valenciana. El código de identificación del inmueble es 12.06.108-005.
Actualmente solo pueden observarse unos pocos restos (camuflados por la vegetación que los cubre prácticamente en su totalidad) de lo que debió ser un asentamiento de origen medieval al que se accede por el mismo camino que conduce al castillo de Mauz, un poco antes de llegar a la conocida Fuente de Castro, y muy próximo a unos corrales-casa en ruinas que se utilizaron hasta hace relativamente poco tiempo, y que junto a la vegetación impiden poder contemplar las ruinas del asentamiento.
Pese a ello se distinguen restos de muros y casas, y sobre todo pueden verse restos de cerámica de la época medieval.